# ألسدير غراهام
ألسدير غراهام هو سياسي كندي، ولد في 21 مايو 1929 في Dominion, Nova Scotia ‏ في كندا، وتوفي في 22 أبريل 2015 في هاليفاكس في كندا. نشط حزبياً في الحزب الليبرالي الكندي. وقد انتخب Representative of the Government in the Senate ‏ (11 يونيو 1997 – 3 أكتوبر 1999) وانتخب عضو مجلس الشيوخ الكندي ‏.